# Superpuchar Polski w Koszykówce Mężczyzn 2011
Superpuchar Polski w koszykówce mężczyzn 2011 – mecz koszykówki, w którym udział wzięli:  mistrz Polski z sezonu 2010/2011 - Asseco Prokom Gdynia , a także zdobywca Pucharu Polski z tego samego sezonu - Polpharma Starogard Gdański. Mecz odbył się 3 października 2011 roku w Starogardzie Gdańskim. Spotkanie było uroczystą inauguracją rozgrywek koszykarskich w Polsce w sezonie 2011/2012. 
| Polpharma Starogard Gdański | 79:78 | Asseco Prokom Gdynia |

| (19:18, 15:10, 18:20, 27:30) |